# Eklektische Edition
Als eklektische Edition bezeichnet man in der Editionswissenschaft und der Bibelwissenschaft eine Ausgabe eines Textes (Edition), die auf der Grundlage mehrerer Textzeugen erstellt wird, indem der Herausgeber für verschiedene Stellen unterschiedlichen Textzeugen folgt.

## Begriff und Merkmale
Der Begriff eklektisch (von gr. εκλεγειν, wählen) bezieht sich darauf, dass der Herausgeber zwischen den Lesarten verschiedener Textzeugen auswählt, indem er eine davon in den Obertext übernimmt und andere (nicht alle) in den kritischen Apparat.
Im Unterschied zu einer diplomatischen Edition ist die eklektische Edition nicht eng an einer einzelnen Vorlage orientiert, sondern nimmt die Lesarten unterschiedlicher Textzeugen auf. Anders als Editionen, die auf stemmatologischer Basis erstellt werden, ergibt sich die Entscheidung für eine bestimmte Lesart dabei nicht aus der Position des jeweiligen Textzeugen im Stemma codicum, sondern liegt im Ermessen des Herausgebers. Eklektische Editionen basieren auch nicht zwingend auf der gesamten Überlieferung und setzen weder eine Kollationierung aller Textzeugen noch ein Modell voraus.
Eklektische Editionen folgen oft einem einzelnen Textzeugen für große Teile des Textes und ziehen andere Textzeugen nur dann heran, wenn die Leithandschrift lückenhaft ist oder offensichtliche Fehler aufweist. Diese Art eklektischer Edition ist in der deutschsprachigen Editionswissenschaft besser bekannt als „Edition nach dem Leithandschrift-Prinzip“.

## Vor- und Nachteile
Eklektische Editionen sind vor allem dann sinnvoll, wenn eine Rekonstruktion des Archetypen gewünscht ist oder zumindest Emandationen notwendig sind, die Überlieferung aber nicht vollständig berücksichtigt werden kann. Große Teile des Obertextes können dann einem Textzeugen folgen, aber wo dieser Lücken oder Fehler ausweist, können andere Textzeugen hinzugezogen werden. Der Apparat kann auch dazu dienen, die wichtigsten Unterschiede mehrerer Fassungen und/oder Textstufen bekannt zu machen.
Als Nachteil eklektischer Editionen gilt, dass die Überlieferung oft nur unvollständig berücksichtigt wird. Die Rekonstruktion des Archetypen ist daher weniger sicher. Ein anderer Nachteil kann sein, dass die Auswahlkriterien nicht transparent sind.

## Verbreitung
Eklektische Editionen spielen vor allem in der Textkritik der Hebräischen Bibel und des Neuen Testaments eine große Rolle, weil hier die große Zahl der Handschriften eine Berücksichtigung aller Textzeugen und auch die Erstellung eines vollständigen Stemma codicum faktisch unmöglich machen, andererseits ein starkes Bedürfnis besteht, der Forschung einen besseren Text zur Verfügung zu stellen, als er in einer bestimmten Handschrift erhalten ist.